# Palthebos
El Palthebos ('bosc de Palthe') és una zona de prats de pastura i camins del poble de Nieuwleusen, a la província d'Overijssel (Països Baixos). Es troba al carrer Dommelerdijk, al costat de l'església. El Palthebos té una superfície de 5 hectàrees i es fa servir com a zona de passeig.

## Història
El Palthebos fou anomenat en honor de la família Palthe. El 1754, Jan Arend Palthe va ser nomenat ministre a Nieuwleusen i ho va ser durant 50 anys. Durant aquest període, va obtenir molta influència i propietats, incloent-hi el Palthebos. Fins a l'any 1928 va estar en mans de la família Palthe, quan Gulia Palthe va morir sense hereus i va deixar el bosc a l'església.
Antigament hi havia un teatre a cel obert al bosc. El Museu Palthehof hi va obrir les portes el 3 d'abril del 1998. A la vora del bosc hi ha algunes escultures. El Palthebos té diversos prats de pastura on hi ha diferents animals, depenent de la temporada. Les cabres i els cérvols s'hi estan tot l'any i a l'estiu també hi ha vaques i cavalls. També s'hi organitzen activitats durant l'any.

## Batalla de Nieuwleusen
El 21 i 22 d'abril del 2007 es va escenificar una batalla entre els exèrcits de Napoleó Bonaparte i els aliats al Palthebos. Es va anomenar la «batalla de Nieuwleusen», tot i que no té cap base històrica.